# Jorge I de Grecia
Jorge I de Grecia (en griego: Γεώργιος A', Βασιλεύς των Ελλήνων; Copenhague, 24 de diciembre de 1845-Salónica, 18 de marzo de 1913) fue rey de los helenos entre 1863 y 1913. Aunque era príncipe de Dinamarca, con solo 17 años fue elegido rey por la Asamblea Nacional de Grecia, que había depuesto al anterior monarca, Otón I. Su nominación fue propuesta y apoyada por las grandes potencias de la época: el Reino Unido de Gran Bretaña e Irlanda, el Segundo Imperio francés y el Imperio ruso, y se convirtió en el primer monarca de una nueva casa real griega.
El reinado de Jorge I, el más largo de la historia moderna de Grecia, pues duró casi 50 años, se caracterizó por las incorporaciones territoriales de Grecia al mismo tiempo que el país se hacía un hueco en la Europa anterior a la Primera Guerra Mundial. Jorge I fue asesinado durante la primera guerra de los Balcanes y desde entonces, y en contraste con su reinado, los de sus sucesores resultaron cortos e inseguros.

## Familia y juventud

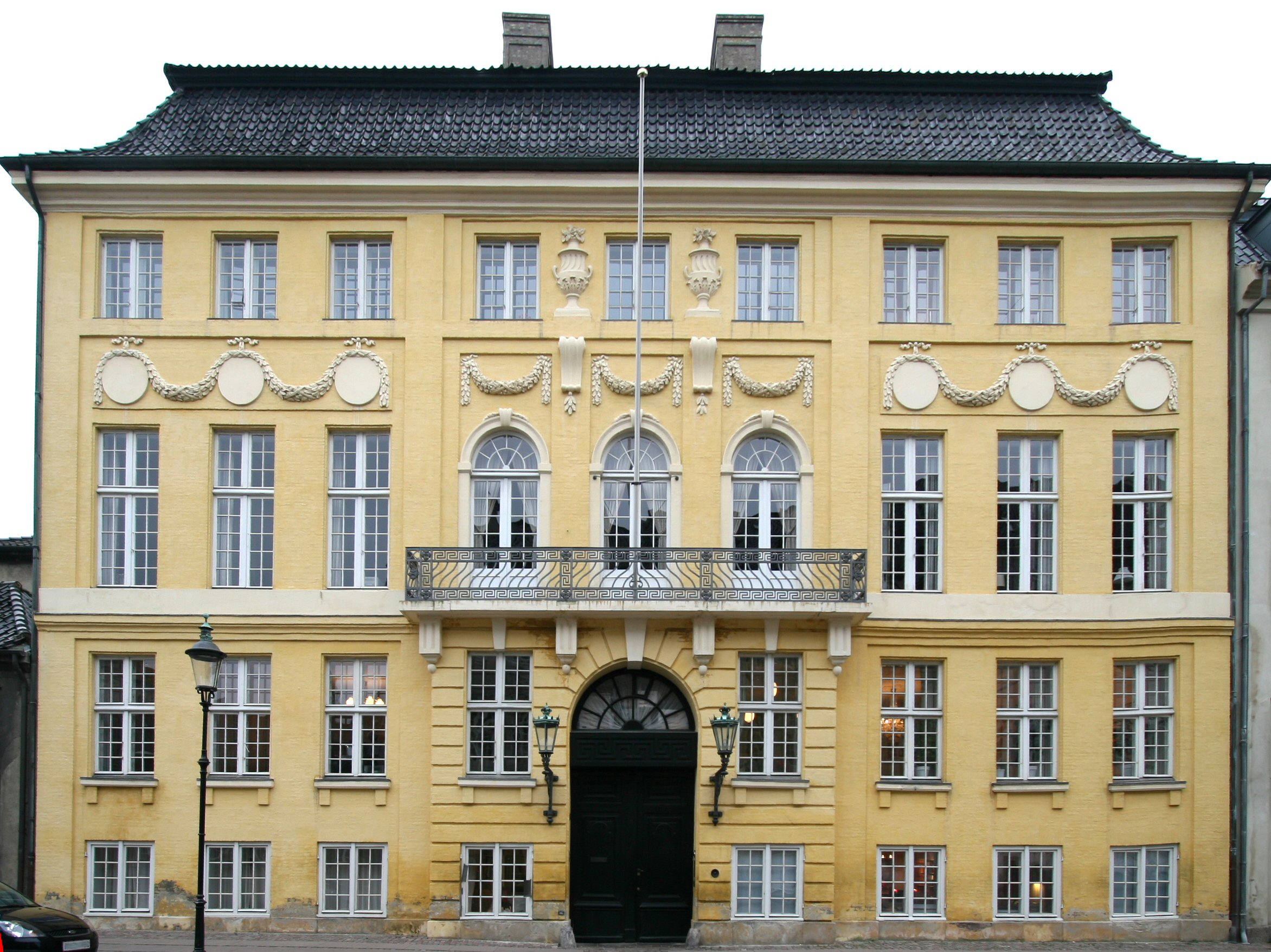
El lugar de nacimiento de Jorge I: el palacio Amarillo, en Copenhague.

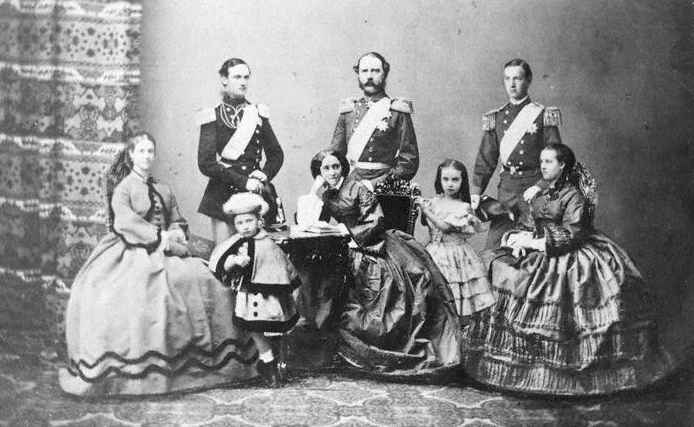
Jorge y su familia en 1862. De izquierda a derecha, arriba: Federico, Cristián y Jorge; abajo: María Fiódorovna Románova, Valdemar, Luisa, Thyra y Alejandra.

Jorge nació en Copenhague y fue el segundo hijo del príncipe Christian de Schleswig-Holstein-Sonderburg-Glücksburg (apodado El abuelo de Europa) y Luisa Guillermina de Hesse-Kassel. Aunque su nombre completo era Christian Vilhelm Ferdinand Adolf Georg af Slesvig-Holsten-Sønderborg-Glücksborg (en griego: Χριστιανός Γουλιέλμος Φερδινάνδος Αδόλφος Γεώργιος), hasta su ascenso al trono de Grecia era conocido como el príncipe Vilhelm (Guillermo), nombre de sus dos abuelos, Federico Guillermo de Schleswig-Holstein-Sonderburg-Glücksburg y Guillermo de Hesse-Kassel.
En 1852 el padre de Jorge fue designado heredero presunto del rey de Dinamarca, que carecía de descendencia, y los miembros de su familia se convirtieron en príncipes y princesas de Dinamarca. Los hermanos de Jorge fueron Federico, que sucedería a su padre en el trono danés; Alejandra, que sería reina consorte de Eduardo VII del Reino Unido y madre de Jorge V; Dagmar, quien como emperatriz María Fiódorovna Románova fue consorte de Alejandro III de Rusia y madre de Nicolás II; Thyra, que se casó con Ernesto Augusto de Hannover; y Valdemar.

## Rey de los helenos
Jorge comenzó su carrera en la Marina Real Danesa, pero cuando contaba con 17 años fue elegido «rey de los helenos» el 30 de marzo de 1863 tras la deposición del rey Otón. Paradójicamente, ascendió al trono antes que su padre, que se convirtió en rey de Dinamarca el 15 de noviembre de ese mismo año.
Jorge no fue la primera opción del pueblo griego; tras el derrocamiento de Otón, rechazaron al hermano del antiguo rey, Leopoldo de Baviera, su heredero presuntivo, aunque seguían prefiriendo una monarquía a una república. Muchos griegos, buscando lazos más cercanos con la preeminente gran potencia, el Imperio británico, se agruparon en torno a Alfredo, duque de Edimburgo, segundo hijo de la reina Victoria y el príncipe Alberto. El ministro de Exteriores británico, Lord Palmerston, pensaba que los griegos estaban «deseando incrementar su territorio», esperando la cesión de las islas Jónicas, que entonces eran un protectorado británico. La Conferencia de Londres de 1832, sin embargo, prohibió que cualquiera de las familias reinantes en las grandes potencias aceptara la corona y, en cualquier caso, la reina Victoria se opuso firmemente a la idea. No obstante, los griegos insistieron en celebrar un plebiscito, en el que el príncipe Alfredo recibió más del 95 % de los 240 000 votos. Se contabilizaron 93 votos a favor de la república y 6 por un griego en el trono; el rey Otón, por su parte, recibió un voto.
Finalmente, los griegos y las potencias imperiales dirigieron su elección hacia el príncipe Guillermo de Dinamarca. Hubo dos diferencias significativas respecto a la ascensión de su predecesor, Otón: fue elegido de forma unánime por la Asamblea griega, en lugar de ser impuesto por las potencias extranjeras, y fue proclamado «rey de los helenos», en vez de «rey de Grecia». En su entronización en Copenhague, a la que asistió una delegación griega liderada por el almirante y primer ministro Konstantinos Kanaris, se anunció que el gobierno británico cedería a Grecia las islas Jónicas, en honor de su nuevo monarca.

## Comienzo de su reinado (1863-1870)

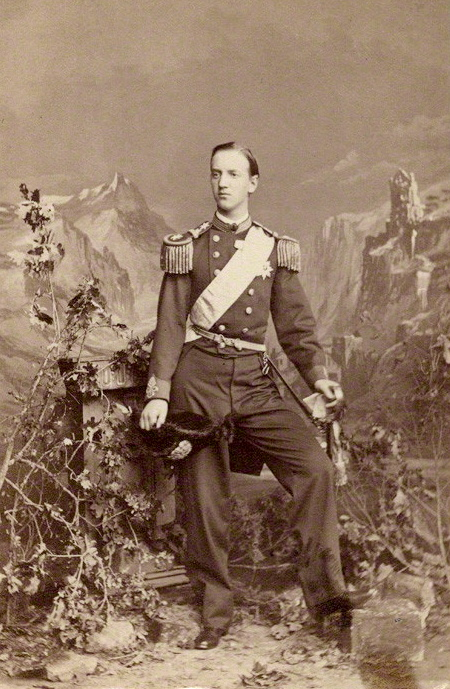
Retratado por Southwell Bros, 1863.

El nuevo monarca de 17 años llegó a Atenas el 30 de octubre de 1863, decidido a no repetir los errores de su predecesor, por lo que pronto aprendió el idioma griego. El nuevo rey era visto frecuentemente de manera informal en las calles atenienses, donde el anterior monarca solo aparecía de forma pomposa. El rey Jorge encontró el palacio desordenado, fruto de la marcha precipitada de Otón, por lo que se dispuso a arreglar y actualizar el edificio, que contaba con 40 años de antigüedad. Asimismo, buscó asegurarse que no se le percibiera como demasiado influenciado por sus consejeros daneses, llegando a enviar a su tío, el príncipe Julio, de vuelta a Dinamarca con estas palabras: «No permitiré interferencia alguna en la conducción de mi gobierno».
Políticamente, el nuevo rey dio pasos para concluir las prolongadas deliberaciones constitucionales de la Asamblea. Así, el 19 de octubre de 1864 le envió una petición, refrendada por Konstantinos Kanaris, explicando que había aceptado la corona con la convicción de que se llegaría a una nueva constitución y que, en caso de que no fuera así, sentiría «la perfecta libertad de adoptar aquellas medidas que la decepción de mis esperanzas pudiera sugerirme». No quedaba claro por la literalidad de sus palabras si se refería a volver a Dinamarca o a imponer una constitución, pero ya que cualquiera de estos eventos era indeseable, la Asamblea llegó a un acuerdo rápidamente.
El 28 de noviembre de 1864 juró defender la nueva Constitución, que creaba un parlamento unicameral (Vouli) con representantes elegidos por sufragio directo, secreto y universal masculino, lo que la hacía pionera en Europa. Se constituyó una monarquía constitucional, con Jorge como autoridad legítima de los oficiales electos, aunque era consciente de la corrupción imperante en las elecciones y la dificultad de gobernar una población mayoritariamente analfabeta. Entre 1864 y 1910 se convocaron 21 elecciones generales y se formaron 70 gobiernos diferentes.
Internacionalmente, Jorge mantuvo unos fuertes lazos con su cuñado, Alberto Eduardo, príncipe de Gales (que después se convertiría en Eduardo VII del Reino Unido), y buscó su ayuda para difundir la recurrente cuestión de la isla de Creta, que permanecía bajo control otomano. Desde el reinado de Otón, el anhelo del pueblo de unir las islas griegas bajo una misma nación había sido un escollo en las relaciones con el Reino Unido y Francia, que habían avergonzado a Otón al ocupar el principal puerto griego, El Pireo, para disuadir al irredentismo heleno durante la Guerra de Crimea. Cuando los cretenses se sublevaron en 1866, el príncipe de Gales buscó el apoyo del ministro de Exteriores británico lord Derby para intervenir en Creta en nombre de Grecia. Finalmente, los grandes imperios no intervinieron y los otomanos sofocaron la rebelión.

## Establecimiento de una dinastía
Durante un viaje al Imperio ruso para encontrarse con su hermana Dagmar, que acababa de entrar a formar parte, por casamiento, de la familia imperial, Jorge conoció a la gran duquesa Olga Konstantínova Románova. Contrajeron matrimonio en San Petersburgo el 27 de octubre de 1867, cuando Olga contaba con solo 16 años, y tuvieron ocho hijos: 
- Constantino (1868–1923), que se casó con la princesa Sofía de Prusia; abuelo de Sofía de Grecia, consorte de Juan Carlos I de España.
- Jorge (1869–1957), que se casó con María Bonaparte, princesa Napoleón;
- Alejandra (1870–1891), que se casó con el gran duque Pablo Románov y fue madre de Demetrio Románov;
- Nicolás (1872–1938), que se casó con la gran duquesa Elena Vladímirovna Románova y fue padre de Marina de Grecia;
- María (1876–1940), que se casó en primer lugar con el gran duque Jorge Mijailovich de Rusia y después con el almirante Pericles Ioannidis;
- Olga (1880), que falleció a los tres meses;
- Andrés (1882–1944), que se casó con la princesa Alicia de Battenberg y fue padre de Felipe de Edimburgo; y
- Cristóbal (1888–1940), que se casó en primer lugar con Nancy Stewart Worthington Leeds y después con la princesa Francisca de Orleans, madre de Miguel de Grecia.

Estando a solas con su esposa, Jorge solía conversar en alemán. Sus hijos aprendieron inglés de sus cuidadoras y cuando se dirigía a ellos lo hacía mayoritariamente en esa lengua. Con la intención de no dejar que sus súbditos supieran que añoraba Dinamarca, mantuvo con discreción una lechería en su palacio de Tatoi, que era regentado por daneses nativos y le servía como recuerdo bucólico de su tierra de origen. La reina Olga mostraba mucho menos celo en ocultar su nostalgia por Rusia, siendo habituales sus visitas a barcos rusos en el puerto de El Pireo, incluso en dos o tres ocasiones antes de que soltaran amarras.
El rey estaba ligado por matrimonio a los gobernantes de Gran Bretaña, Rusia y Prusia y mantenía un vínculo especialmente fuerte con los príncipes de Gales, que visitaron Atenas en 1869. Esta visita tuvo lugar a pesar de la continua falta de orden que culminaría con el asesinato de un grupo de turistas británicos e italianos, que comprendía al diplomático británico E. H. C. Herbert (primo de Henry Herbert, 4.º conde de Carnavon), Frederick Vyner (cuñado de Lord Ripon, lord presidente del Consejo), el diplomático italiano conde Boyl de Putifigari y el Sr. Lloyd (ingeniero). La relación de Jorge con las demás casas reinantes ayudaron al rey y su pequeño país, pero a menudo lo pusieron en el centro de las luchas políticas nacionales en Europa.

## Expansión territorial (1871-1881)

Expansión del reino de Grecia desde 1832 hasta 1947. La soberanía de Tesalia fue transferida en 1881.

Desde 1864 hasta 1874, Grecia tuvo 21 gobiernos distintos, el más largo de los cuales duró solo un año y medio. En julio de 1874, Charilaos Trikoupis escribió anónimamente un artículo en el periódico Kairoi culpando al rey Jorge y sus consejeros de la crisis política causada por la ausencia de un gobierno estable. En el artículo acusaba al rey de actuar como un monarca absoluto al imponer gobiernos en minoría al pueblo. Si el rey insistiera, argumentó, en que solo podría ser elegido Primer ministro aquel que liderara una mayoría en el Vouli, los políticos serían forzados a trabajar más armoniosamente en aras de construir un gobierno de coalición. Un plan como ese, escribió, terminaría con la inestabilidad política y reduciría el gran número de partidos pequeños. Trikoupis admitió la autoría del artículo y se entregó tras la detención de un hombre del que las autoridades sospechaban. Después de unas protestas públicas fue liberado y consecuentemente absuelto del cargo de «socavar el orden constitucional». Al año siguiente, el rey confió a Trikoupis la formación de gobierno (sin mayoría) y después leyó un discurso desde el trono declarando que, en el futuro, el líder del partido mayoritario en el parlamento sería elegido Primer ministro.
A lo largo de los años 1870, Grecia mantuvo la presión sobre el Imperio otomano buscando su expansión territorial hacia Epiro y Tesalia y la Guerra ruso-turca de 1877-1878 posibilitó la primera alianza para el reino heleno. Dagmar, hermana de Jorge y nuera de Alejandro II de Rusia, persiguió la incorporación de Grecia a la guerra, pero británicos y franceses no tolerarían tal acción y Grecia se mantuvo neutral. En el Congreso de Berlín convocado en 1878 para determinar los términos de paz para la guerra, Grecia planteó una reclamación sobre Creta, Epiro y Tesalia.
Las fronteras no se habían terminado de fijar en junio de 1880 cuando les fue ofrecida por los británicos y los franceses una propuesta muy favorable para los intereses griegos que incluía el monte Olimpo e Ioánina. Sin embargo, cuando los otomanos objetaron enérgicamente, el primer ministro Trikoupis cometió el error de amenazar con una movilización de la Armada Helénica. Un cambio en el gobierno francés, con la renuncia de Charles de Freycinet y su reemplazo por Jules Ferry, condujo a disputas entre los grandes imperios y, aunque los británicos apoyaban un acuerdo más progriego, los turcos garantizaron a Grecia toda Tesalia, pero solo la parte de Epiro en torno a Arta. Cuando cayó el gobierno de Trikoupis, el nuevo primer ministro, Alexandros Kumunduros, aceptó con reticencias los nuevos límites fronterizos.

## Progreso nacional (1882-1900)

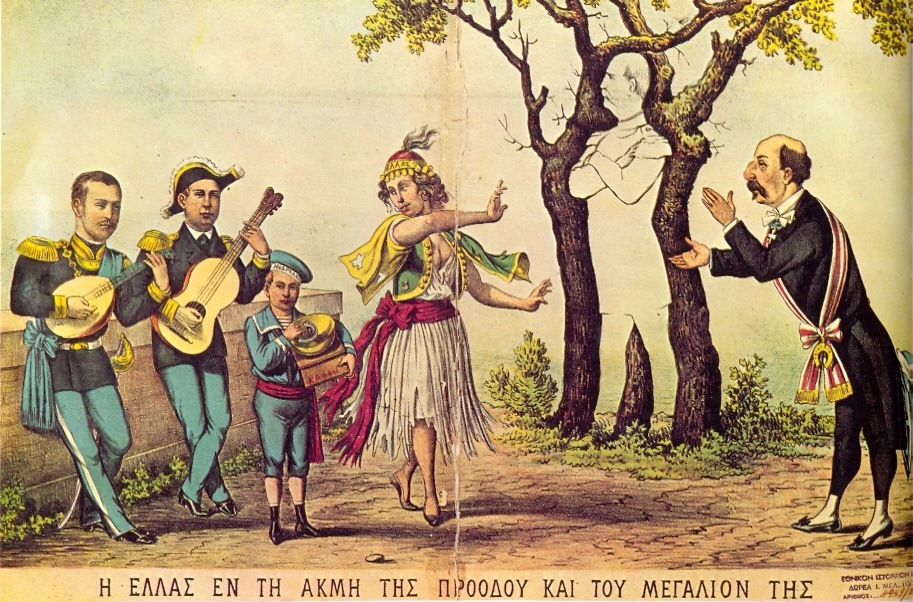
Cartel satírico griego de los años 1880. En la leyenda se lee «Grecia en la cúspide de su progreso y grandeza». Los príncipes reales griegos tocan música al son de la que baila el país, mientras el primer ministro Charilaos Trikoupis aplaude y el rey Jorge I se muestra portando el árbol del olivo, símbolo del partido de Trikoupis.

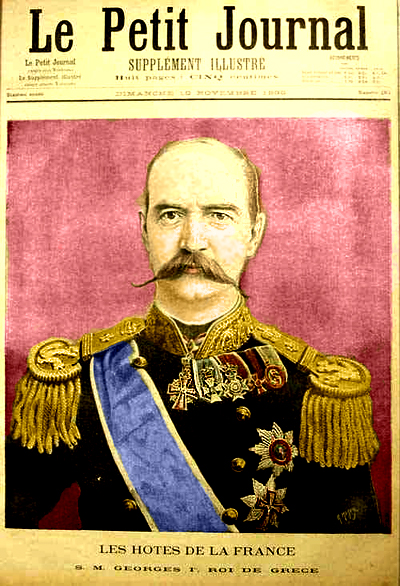
El rey Jorge en la portada del periódico francés Le Petit Journal en 1895.

Mientras Trikoupis seguía una política de contención dentro de las fronteras establecidas del Estado griego, al haber aprendido una valiosa lección sobre las vicisitudes de las potencias imperiales, su mayor oponente, el Partido Nacionalista liderado por Theodoros Deligiannis buscaba explotar el sentimiento antiturco de los griegos en cada oportunidad. La siguiente ocasión se presentó en 1885, cuando los búlgaros se sublevaron en la Rumelia Oriental y anexionaron la provincia a Bulgaria. Deligiannis venció a Trikoupis en las elecciones de aquel año, proclamando que si los búlgaros podían desafiar el Tratado de Berlín los griegos también podrían hacerlo.
Deligiannis movilizó a la Armada Helénica, lo que causó que la Royal Navy británica, comandada por Alfredo, duque de Edimburgo (quien fuera la primera opción de los griegos para ocupar el trono) y el Primer Lord del Almirantazgo (en ese momento, Lord Ripon, cuyo cuñado había sido asesinado en Grecia 16 años antes) pusiera en marcha el bloqueo de los puertos griegos. Esta no sería la última vez que Jorge comprobaría que sus lazos familiares no siempre suponían una ventaja. Deligiannis fue forzado a desmovilizar la armada y Trikoupis retomó el control del gobierno. Entre 1882 y 1897, Trikoupis y Deligiannis se alternarían en el puesto de Primer ministro a medida que sus fortunas se incrementaban o decaían.
La prosperidad de Grecia fue aumentando durante las últimas décadas del siglo XIX y el país fue desarrollando un sentido de su papel en el escenario europeo. En 1893, una compañía francesa construyó el canal de Corinto, acortando la travesía desde el mar Adriático a El Pireo en 241 km. Por otra parte, los Juegos Olímpicos reaparecieron en Atenas en 1896 y el propio rey presidió la ceremonia de apertura de los Juegos de verano de ese año. Cuando Spiridon Louis, un pastor de las afueras de Atenas, entró en el estadio Panathinaikó como vencedor en la prueba del maratón, el príncipe heredero corrió tras él el último kilómetro mientras el rey se ponía en pie y aplaudía.

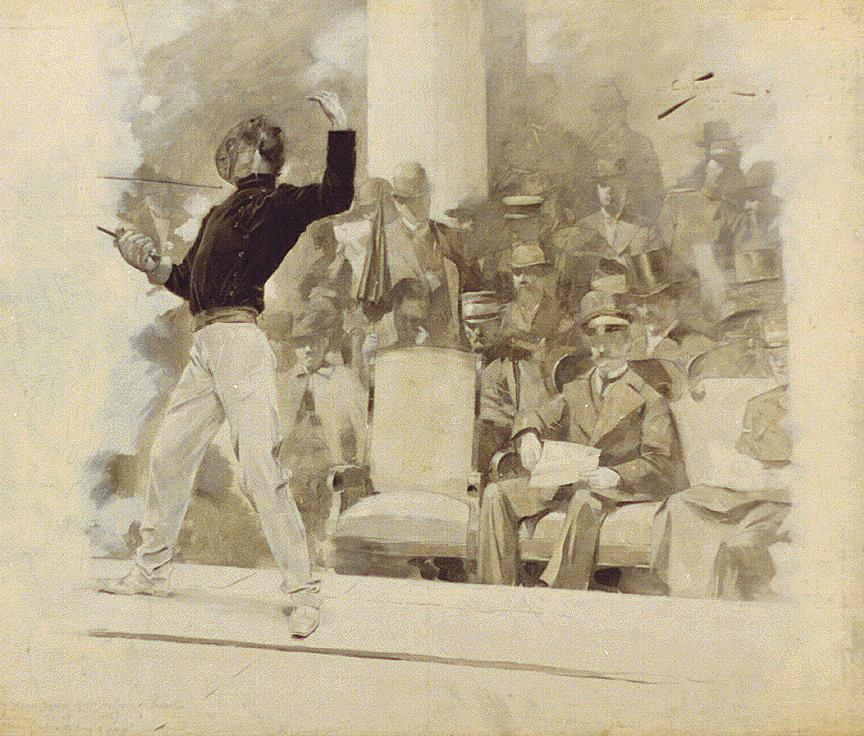
Práctica de la esgrima ante el rey Jorge, durante los Juegos Olímpicos de Atenas 1896.

El deseo popular de unir a todos los griegos en un solo territorio (Μεγάλη Ιδέα, Gran Idea) nunca se desvaneció y estalló otra revuelta contra los turcos en Creta. En febrero de 1897, el rey Jorge envió a su hijo, el príncipe Jorge, a tomar posesión de la isla. Los griegos rechazaron una oferta otomana de autonomía administrativa y Deligiannis movilizó las tropas para la guerra. Las grandes potencias se negaron a aceptar la expansión de Grecia y, en febrero de 1897, anunciaron que Creta tendría una administración autónoma y ordenaron a las milicias griegas y otomanas que se retiraran.
Los turcos aceptaron, pero el primer ministro Deligiannis no se mostró conforme y desplegó 1400 tropas en Creta bajo el mando del coronel Timoleon Vassos. Mientras los grandes imperios anunciaban un bloqueo, el ejército heleno cruzó la frontera macedonia y Abdul Hamid II declaró la guerra. El anuncio de que finalmente Grecia se encontraba en guerra con los turcos fue saludado con algarabía, muestras de patriotismo y desfiles espontáneos en honor al rey en Atenas. Miles de voluntarios se dirigieron al norte para unirse a las fuerzas bajo el mando del príncipe heredero Constantino.
El transcurso de la guerra fue adverso para los pobremente preparados griegos; la única nota positiva fue la rapidez con la que la Armada Helénica fue derrotada, ya que para finales de abril de 1897 habían perdido la guerra. Las peores consecuencias de la derrota para los griegos se mitigaron gracias a la intervención de las relaciones de su rey con Gran Bretaña y Rusia. No obstante, Grecia fue forzada a ceder Creta a una administración internacional y a pequeñas concesiones territoriales en favor de los turcos, además de tener que pagar una indemnización de 4 millones de libras turcas.
El júbilo con el que los griegos habían aclamado a su rey al comienzo de la guerra cambió por completo con la derrota y Jorge incluso sopesó abdicar. No fue hasta que el monarca afrontó un intento de asesinato en febrero de 1898 que sus súbditos volvieron a tenerlo en alta estima. Más tarde ese mismo año, después de continuos disturbios en Creta, que incluyeron el intento de asesinato del vicecónsul británico, el príncipe Jorge fue nombrado Gobernador General de Creta bajo la soberanía del Sultán, tras la aprobación de la propuesta por las grandes potencias. Grecia estuvo así a cargo del control de Creta por primera vez en la historia moderna.

## Final de su reinado y asesinato (1901-1913)

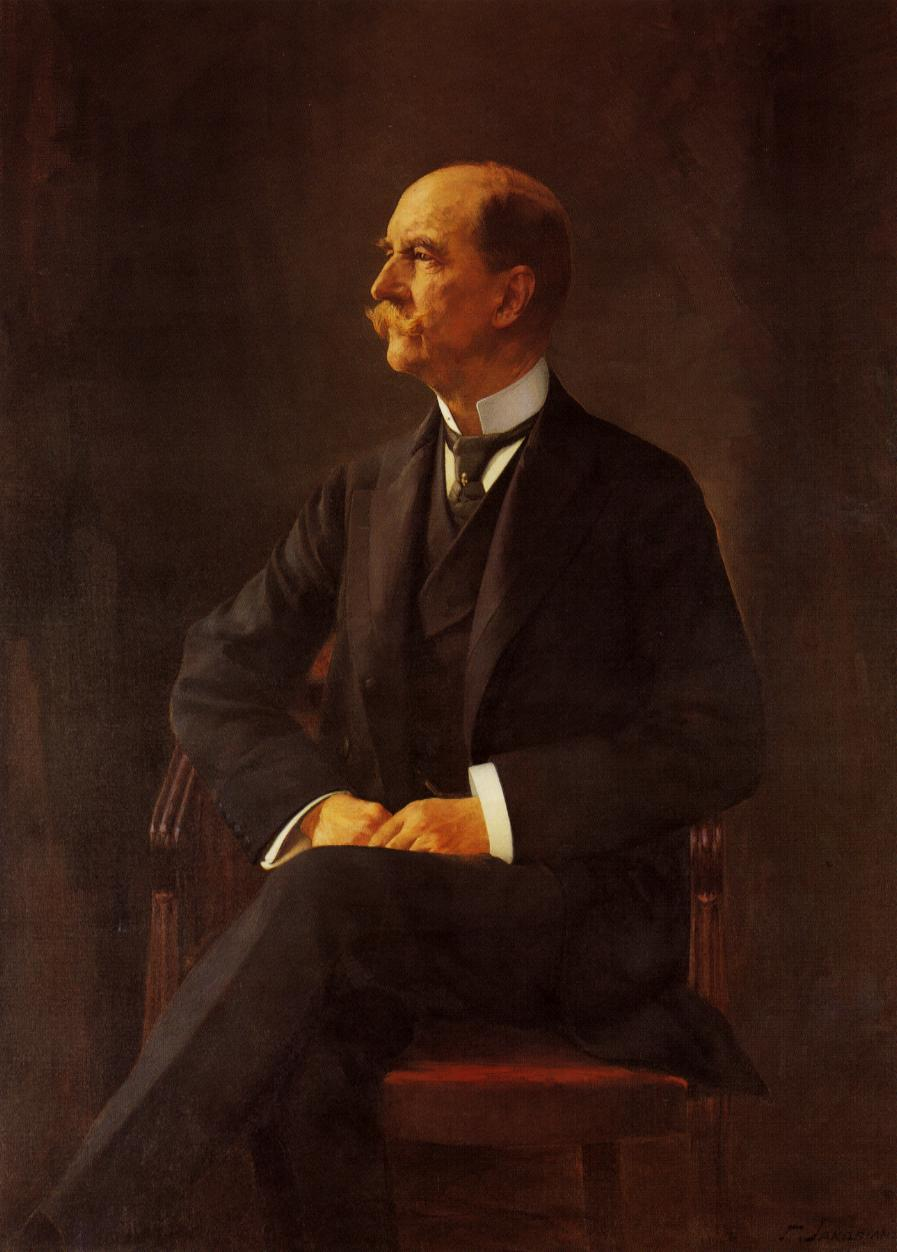
Retrato póstumo por Georgios Iakovidis, 1914.

La muerte de la reina Victoria del Reino Unido el 22 de enero de 1901 dejó al rey Jorge como el segundo monarca reinante desde hacía más tiempo en Europa. Sus siempre cordiales relaciones con su cuñado, el nuevo rey Eduardo VII, siguieron uniendo a Grecia y el Reino Unido. Esta situación fue de gran importancia para el apoyo británico al príncipe Jorge como gobernador general de Creta. No obstante, Jorge dimitiría en 1906 tras una campaña en su contra por parte del líder parlamentario cretense Eleftherios Venizelos.
A consecuencia de la Revolución de los Jóvenes Turcos de 1908, el poder de Venizelos se vio muy reforzado y, el 8 de octubre de ese año, la Asamblea Cretense aprobó una resolución a favor de la unión, a pesar de las reservas del gobierno de Atenas liderado por Georgios Theotokis y las objeciones de las grandes potencias. La tímida reacción del gobierno griego a las noticias de Creta condujo a un estado de confusión sobre estos y los asuntos en el continente.
Un grupo de oficiales del Ejército formó una Liga Militar (Stratiotikos Syndesmos) que demandaba que la familia real fuera despojada de sus atribuciones militares y, para evitar al rey la vergüenza de destituir a sus hijos de esos puestos de mando, ellos mismos se encargaron de hacerlo. La liga militar intentó dar un golpe de Estado que vendría a denominarse golpe de Estado de Goudi, pero, en respuesta, el rey insistió en apoyar al Parlamento Helénico debidamente elegido. Finalmente, los militares implicados se unieron a Venizelos para convocar una Asamblea Nacional que revisara la constitución. El rey Jorge cedió y se celebraron unas nuevas elecciones para la asamblea revisora. Después de algunas maniobras políticas, Venizelos fue nombrado primer ministro de un gobierno en minoría y, solo un mes más tarde, convocó unas elecciones, que ganó por mayoría aplastante después de que la mayoría de los partidos de la oposición declinaran tomar parte.

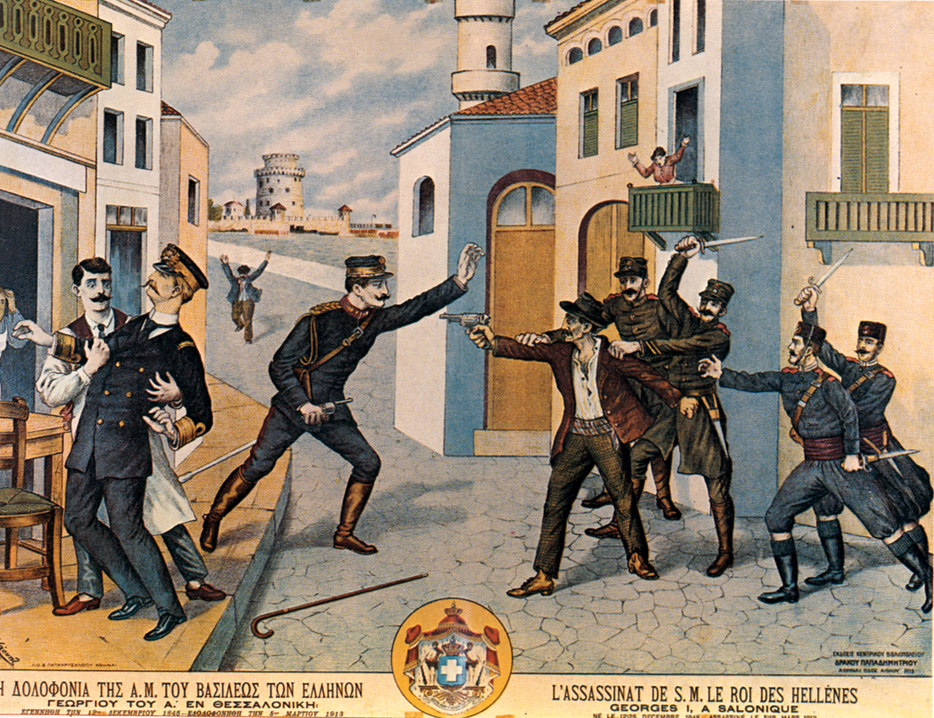
Asesinato de Jorge I por Alexandros Schinas, representado en una popular litografía contemporánea.

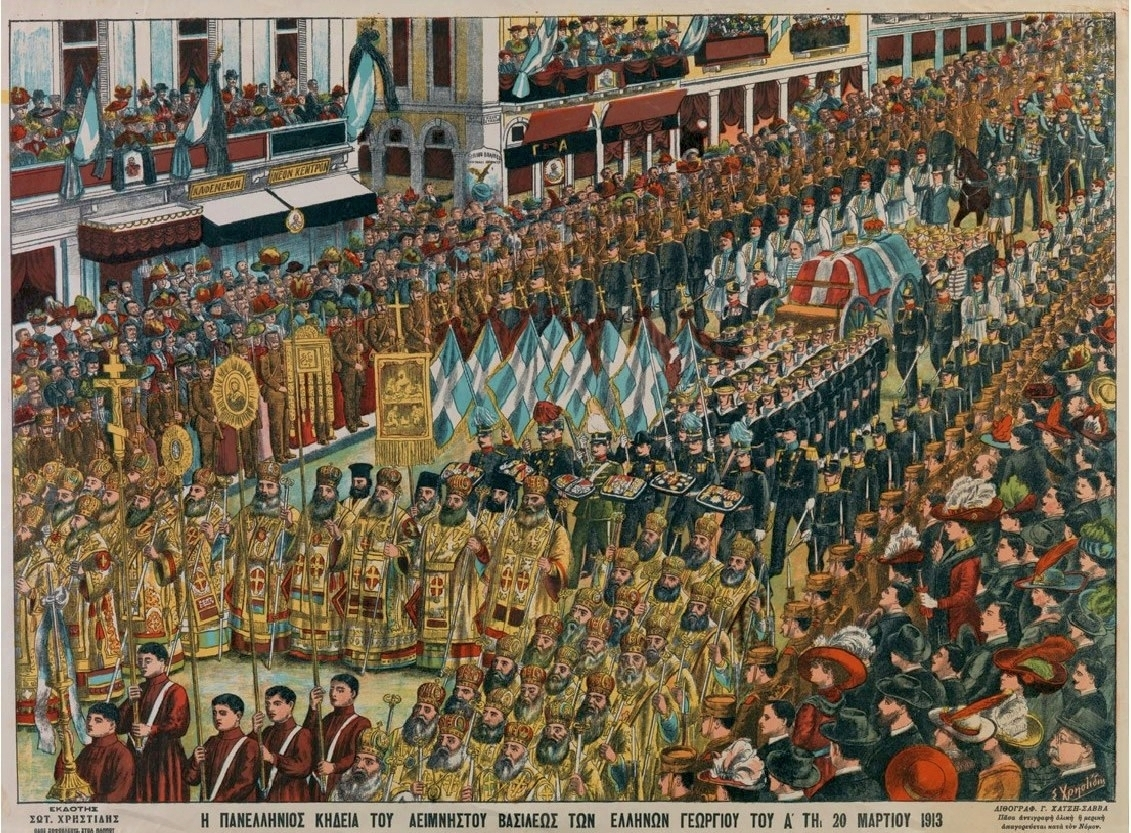
Funeral del rey Jorge en Atenas.

Venizelos y el rey concordaban en su creencia de que la nación necesitaba un ejército fuerte para reparar el daño de la humillante derrota de 1897. Por su parte, el heredero Constantino fue repuesto como inspector general del Ejército y, más tarde, comandante en jefe. Bajo su cercana supervisión y la de Venizelos, además de la ayuda británica y francesa, el ejército recibió un nuevo equipamiento y adiestramiento y se encargaron nuevos barcos para la Armada. Mientras tanto, a través de medios diplomáticos, Venizelos se unió a los países cristianos en los Balcanes en oposición al decadente Imperio otomano.
Cuando Montenegro declaró la guerra a Turquía, el 8 de octubre de 1912, se le unieron rápidamente, tras un ultimátum, Serbia, Bulgaria y Grecia, en la que se conocería como primera guerra de los Balcanes. Los resultados de esta campaña difirieron radicalmente respecto a la experiencia griega contra los turcos de 1897; las bien entrenadas tropas griegas, con una fuerza de 200 000 hombres, lograron victoria tras victoria. El 9 de noviembre de 1912, las fuerzas griegas irrumpieron en Salónica solo unas pocas horas antes que una división búlgara. Seguido del príncipe heredero y de Venizelos en un desfile algunos días más tarde, el rey Jorge se paseó triunfante por las calles de la segunda mayor ciudad griega.
Como hiciera en Atenas, el rey se paseaba por Salónica sin apenas protección. Durante una tarde de paseo cerca de la Torre Blanca, el 18 de marzo de 1913, recibió un disparo en la espalda desde una corta distancia a manos de Alexandros Schinas, del que se dijo que «pertenecía a una organización socialista» y que «declaró cuando fue arrestado que había matado al rey porque se negó a darle dinero». El gobierno griego negó que hubiera motivación política alguna detrás del atentado, alegando que Schinas era un vagabundo alcohólico. Schinas fue torturado en prisión y seis semanas más tarde murió al caer desde una ventana de la comisaría.

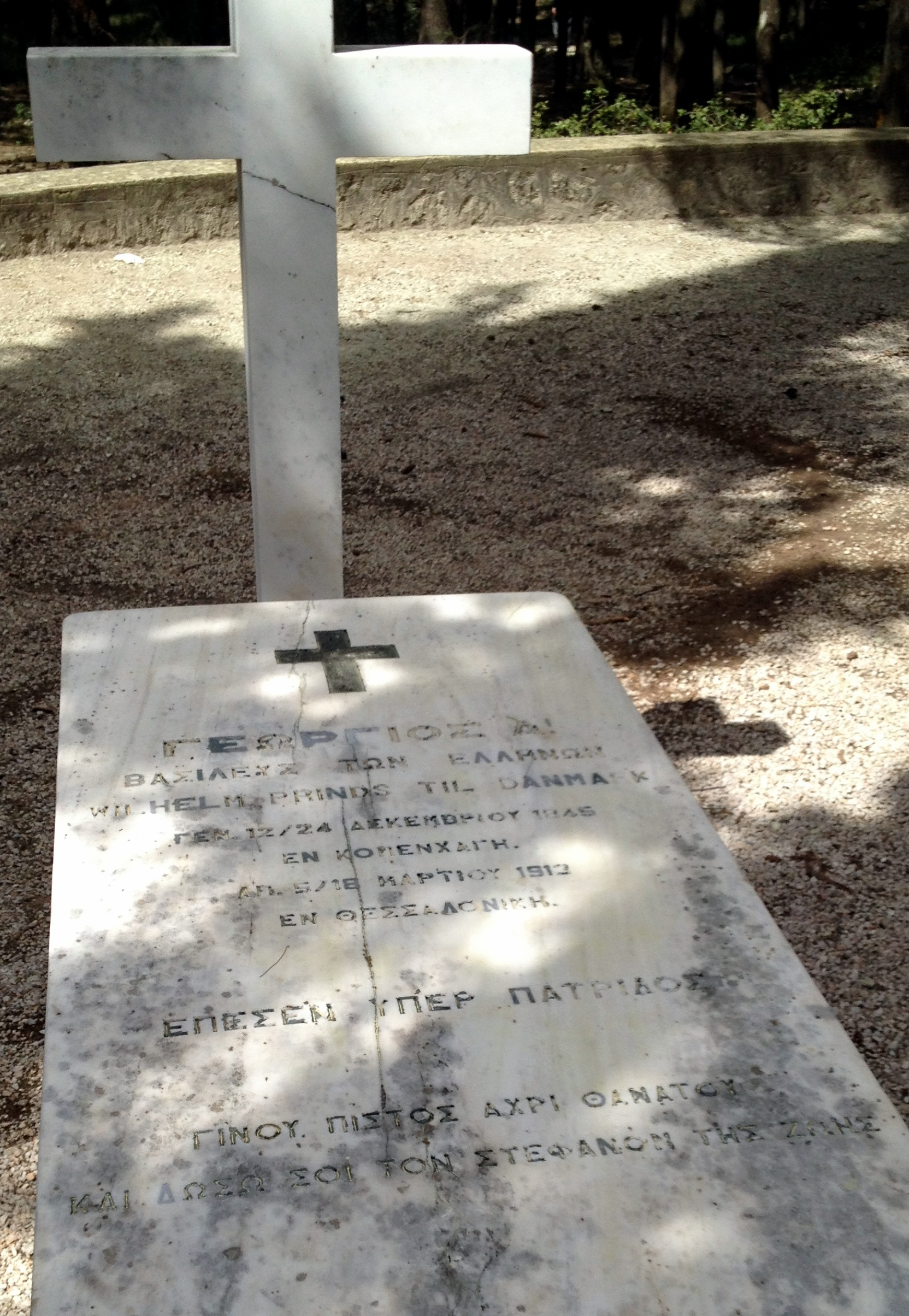
Tumba del rey Jorge en Tatoi.

Durante cinco días, el ataúd del rey fue cubierto con las banderas de Dinamarca y Grecia y reposó en la Catedral Metropolitana de Atenas antes de que su cuerpo se trasladase a su tumba en su palacio de Tatoi. A diferencia de su padre, el nuevo rey Constantino demostró estar menos dispuesto a aceptar los consejos de sus ministros y de las tres potencias protectoras de su país, el Reino Unido de Gran Bretaña e Irlanda, la República Francesa y el Imperio ruso.

## Títulos, órdenes y armas

### Títulos desde su nacimiento hasta su muerte
| ● 1945-1852: | Su alteza el príncipe Guillermo de Schleswig-Holstein-Sonderburg-Glücksburg |
| ● 1852-1858: | Su alteza el príncipe Guillermo de Dinamarca                                |
| ● 1858-1863: | Su alteza real el príncipe Guillermo de Dinamarca                           |
| ● 1863-1913: | Su majestad el rey de los Helenos, príncipe de Dinamarca                    |

### Órdenes
- Gran Cruz de la Orden del Mérito Naval ( España, 27 de enero de 1892).[51]

### Armas
La distintiva bandera griega azul con la cruz blanca se enarboló por primera vez durante la guerra de Independencia de Grecia en marzo de 1822. Esta fue modificada posteriormente de forma que el tono azul concordara con el tono del escudo de armas de Baviera que tenía el primer rey Otón. El escudo está blasonado con el escudo de armas de la Familia Real Danesa y los soportes de cada lado están también tomados del escudo danés. Detrás del escudo se encuentra el lema en griego, Ἰσχύς μου ἡ ἀγάπη τοῦ λαοῦ («El amor del Pueblo, mi fortaleza»). Detrás del lema cuelga la Gran Cruz de la Orden del Redentor, la más importante condecoración de honor de Grecia.

## Ancestros
| \| \| \| \| \| \| \| \| \| \| \| \| \| \| \| \| \| \| \| \| 16. Carlos Antonio de Schleswig-Holstein-Sonderburg-Beck \| \| \| \| \| \| \| \| \| \| \| \| \| \| \| \| \| \| \| \| \| \| \| \| \| \| \| \| \| \| \| \| \| \| \| \| \| \| \| \| \| \| \| \| \| \| \| \| \| \| \| \| \| \| 8. Federico Carlos de Schleswig-Holstein-Sonderburg-Beck \| \| \| \| \| \| \| \| \| \| \| \| \| \| \| \| \| \| \| \| \| \| \| \| \| \| \| \| \| \| \| \| \| \| \| \| \| \| \| \| \| \| \| \| \| \| \| \| \| \| \| \| \| \| 17. Federica de Dohna-Schlobitten-Leistenau \| \| \| \| \| \| \| \| \| \| \| \| \| \| \| \| \| \| \| \| \| \| \| \| \| \| \| \| \| \| \| \| \| \| \| \| \| \| \| \| \| \| \| \| \| \| \| \| \| \| \| \| \| \| 4. Federico Guillermo de Schleswig-Holstein-Sonderburg-Glücksburg \| \| \| \| \| \| \| \| \| \| \| \| \| \| \| \| \| \| \| \| \| \| \| \| \| \| \| \| \| \| \| \| \| \| \| \| \| \| \| \| \| \| \| \| \| \| \| \| \| \| \| \| \| \| 18. Carlos Leopoldo de Schlieben \| \| \| \| \| \| \| \| \| \| \| \| \| \| \| \| \| \| \| \| \| \| \| \| \| \| \| \| \| \| \| \| \| \| \| \| \| \| \| \| \| \| \| \| \| \| \| \| \| \| \| \| \| \| 9. Condesa Federica de Schlieben \| \| \| \| \| \| \| \| \| \| \| \| \| \| \| \| \| \| \| \| \| \| \| \| \| \| \| \| \| \| \| \| \| \| \| \| \| \| \| \| \| \| \| \| \| \| \| \| \| \| \| \| \| \| 19. María Leonor de Lehndorff \| \| \| \| \| \| \| \| \| \| \| \| \| \| \| \| \| \| \| \| \| \| \| \| \| \| \| \| \| \| \| \| \| \| \| \| \| \| \| \| \| \| \| \| \| \| \| \| \| \| \| \| \| \| 2. Cristián IX de Dinamarca \| \| \| \| \| \| \| \| \| \| \| \| \| \| \| \| \| \| \| \| \| \| \| \| \| \| \| \| \| \| \| \| \| \| \| \| \| \| \| \| \| \| \| \| \| \| \| \| \| \| \| \| \| \| 20. Federico II de Hesse-Kassel \| \| \| \| \| \| \| \| \| \| \| \| \| \| \| \| \| \| \| \| \| \| \| \| \| \| \| \| \| \| \| \| \| \| \| \| \| \| \| \| \| \| \| \| \| \| \| \| \| \| \| \| \| \| 10. Príncipe Carlos de Hesse-Kassel \| \| \| \| \| \| \| \| \| \| \| \| \| \| \| \| \| \| \| \| \| \| \| \| \| \| \| \| \| \| \| \| \| \| \| \| \| \| \| \| \| \| \| \| \| \| \| \| \| \| \| \| \| \| 21. María de Gran Bretaña \| \| \| \| \| \| \| \| \| \| \| \| \| \| \| \| \| \| \| \| \| \| \| \| \| \| \| \| \| \| \| \| \| \| \| \| \| \| \| \| \| \| \| \| \| \| \| \| \| \| \| \| \| \| 5. Luisa Carolina de Hesse-Kassel \| \| \| \| \| \| \| \| \| \| \| \| \| \| \| \| \| \| \| \| \| \| \| \| \| \| \| \| \| \| \| \| \| \| \| \| \| \| \| \| \| \| \| \| \| \| \| \| \| \| \| \| \| \| 22. Federico V de Dinamarca \| \| \| \| \| \| \| \| \| \| \| \| \| \| \| \| \| \| \| \| \| \| \| \| \| \| \| \| \| \| \| \| \| \| \| \| \| \| \| \| \| \| \| \| \| \| \| \| \| \| \| \| \| \| 11. Luisa de Dinamarca \| \| \| \| \| \| \| \| \| \| \| \| \| \| \| \| \| \| \| \| \| \| \| \| \| \| \| \| \| \| \| \| \| \| \| \| \| \| \| \| \| \| \| \| \| \| \| \| \| \| \| \| \| \| 23. Luisa de Gran Bretaña \| \| \| \| \| \| \| \| \| \| \| \| \| \| \| \| \| \| \| \| \| \| \| \| \| \| \| \| \| \| \| \| \| \| \| \| \| \| \| \| \| \| \| \| \| \| \| \| \| \| \| \| \| \| 1. Jorge I de Grecia \| \| \| \| \| \| \| \| \| \| \| \| \| \| \| \| \| \| \| \| \| \| \| \| \| \| \| \| \| \| \| \| \| \| \| \| \| \| \| \| \| \| \| \| \| \| \| \| \| \| \| \| \| \| 24. Federico II de Hesse-Kassel (= 20) \| \| \| \| \| \| \| \| \| \| \| \| \| \| \| \| \| \| \| \| \| \| \| \| \| \| \| \| \| \| \| \| \| \| \| \| \| \| \| \| \| \| \| \| \| \| \| \| \| \| \| \| \| \| 12. Federico de Hesse-Kassel \| \| \| \| \| \| \| \| \| \| \| \| \| \| \| \| \| \| \| \| \| \| \| \| \| \| \| \| \| \| \| \| \| \| \| \| \| \| \| \| \| \| \| \| \| \| \| \| \| \| \| \| \| \| 25. María de Gran Bretaña (= 21) \| \| \| \| \| \| \| \| \| \| \| \| \| \| \| \| \| \| \| \| \| \| \| \| \| \| \| \| \| \| \| \| \| \| \| \| \| \| \| \| \| \| \| \| \| \| \| \| \| \| \| \| \| \| 6. Guillermo de Hesse-Kassel \| \| \| \| \| \| \| \| \| \| \| \| \| \| \| \| \| \| \| \| \| \| \| \| \| \| \| \| \| \| \| \| \| \| \| \| \| \| \| \| \| \| \| \| \| \| \| \| \| \| \| \| \| \| 26. Carlos Guillermo de Nassau-Usingen \| \| \| \| \| \| \| \| \| \| \| \| \| \| \| \| \| \| \| \| \| \| \| \| \| \| \| \| \| \| \| \| \| \| \| \| \| \| \| \| \| \| \| \| \| \| \| \| \| \| \| \| \| \| 13. Carolina de Nassau-Usingen \| \| \| \| \| \| \| \| \| \| \| \| \| \| \| \| \| \| \| \| \| \| \| \| \| \| \| \| \| \| \| \| \| \| \| \| \| \| \| \| \| \| \| \| \| \| \| \| \| \| \| \| \| \| 27. Carolina Felicidad de Leiningen-Dagsburg \| \| \| \| \| \| \| \| \| \| \| \| \| \| \| \| \| \| \| \| \| \| \| \| \| \| \| \| \| \| \| \| \| \| \| \| \| \| \| \| \| \| \| \| \| \| \| \| \| \| \| \| \| \| 3. Luisa de Hesse-Kassel \| \| \| \| \| \| \| \| \| \| \| \| \| \| \| \| \| \| \| \| \| \| \| \| \| \| \| \| \| \| \| \| \| \| \| \| \| \| \| \| \| \| \| \| \| \| \| \| \| \| \| \| \| \| 28. Federico V de Dinamarca (= 22) \| \| \| \| \| \| \| \| \| \| \| \| \| \| \| \| \| \| \| \| \| \| \| \| \| \| \| \| \| \| \| \| \| \| \| \| \| \| \| \| \| \| \| \| \| \| \| \| \| \| \| \| \| \| 14. Federico de Dinamarca y Noruega \| \| \| \| \| \| \| \| \| \| \| \| \| \| \| \| \| \| \| \| \| \| \| \| \| \| \| \| \| \| \| \| \| \| \| \| \| \| \| \| \| \| \| \| \| \| \| \| \| \| \| \| \| \| 29. Juliana María de Brunswick-Wolfenbüttel \| \| \| \| \| \| \| \| \| \| \| \| \| \| \| \| \| \| \| \| \| \| \| \| \| \| \| \| \| \| \| \| \| \| \| \| \| \| \| \| \| \| \| \| \| \| \| \| \| \| \| \| \| \| 7. Luisa Carlota de Dinamarca \| \| \| \| \| \| \| \| \| \| \| \| \| \| \| \| \| \| \| \| \| \| \| \| \| \| \| \| \| \| \| \| \| \| \| \| \| \| \| \| \| \| \| \| \| \| \| \| \| \| \| \| \| \| 30. Luis de Mecklemburgo-Schwerin \| \| \| \| \| \| \| \| \| \| \| \| \| \| \| \| \| \| \| \| \| \| \| \| \| \| \| \| \| \| \| \| \| \| \| \| \| \| \| \| \| \| \| \| \| \| \| \| \| \| \| \| \| \| 15. Sofía Federica de Mecklemburgo-Schwerin \| \| \| \| \| \| \| \| \| \| \| \| \| \| \| \| \| \| \| \| \| \| \| \| \| \| \| \| \| \| \| \| \| \| \| \| \| \| \| \| \| \| \| \| \| \| \| \| \| \| \| \| \| \| 31. Carlota Sofía de Sajonia-Coburgo-Saalfeld \| \| \| \| \| \| \| \| \| \| \| \| \| \| \| \| \| \| \| \| \| \| \| \| \| \| \| \| \| \| \| \| \| \| \| \| \| \| \| \| \| \| \| \| \| \| \| \| \| \| \| \| |                                                                   |  |  |  |  |  |  |  |  |  |  |  |  |  |  |  |
| |                                                                   |  |  |  |  |  |  |  |  |  |  |  |  |  |  |  |
| | 16. Carlos Antonio de Schleswig-Holstein-Sonderburg-Beck          |  |  |  |  |  |  |  |  |  |  |  |  |  |  |  |
| |                                                                   |  |  |  |  |  |  |  |  |  |  |  |  |  |  |  |
| |                                                                   |  |  |  |  |  |  |  |  |  |  |  |  |  |  |  |
| | 8. Federico Carlos de Schleswig-Holstein-Sonderburg-Beck          |  |  |  |  |  |  |  |  |  |  |  |  |  |  |  |
| |                                                                   |  |  |  |  |  |  |  |  |  |  |  |  |  |  |  |
| |                                                                   |  |  |  |  |  |  |  |  |  |  |  |  |  |  |  |
| | 17. Federica de Dohna-Schlobitten-Leistenau                       |  |  |  |  |  |  |  |  |  |  |  |  |  |  |  |
| |                                                                   |  |  |  |  |  |  |  |  |  |  |  |  |  |  |  |
| |                                                                   |  |  |  |  |  |  |  |  |  |  |  |  |  |  |  |
| | 4. Federico Guillermo de Schleswig-Holstein-Sonderburg-Glücksburg |  |  |  |  |  |  |  |  |  |  |  |  |  |  |  |
| |                                                                   |  |  |  |  |  |  |  |  |  |  |  |  |  |  |  |
| |                                                                   |  |  |  |  |  |  |  |  |  |  |  |  |  |  |  |
| | 18. Carlos Leopoldo de Schlieben                                  |  |  |  |  |  |  |  |  |  |  |  |  |  |  |  |
| |                                                                   |  |  |  |  |  |  |  |  |  |  |  |  |  |  |  |
| |                                                                   |  |  |  |  |  |  |  |  |  |  |  |  |  |  |  |
| | 9. Condesa Federica de Schlieben                                  |  |  |  |  |  |  |  |  |  |  |  |  |  |  |  |
| |                                                                   |  |  |  |  |  |  |  |  |  |  |  |  |  |  |  |
| |                                                                   |  |  |  |  |  |  |  |  |  |  |  |  |  |  |  |
| | 19. María Leonor de Lehndorff                                     |  |  |  |  |  |  |  |  |  |  |  |  |  |  |  |
| |                                                                   |  |  |  |  |  |  |  |  |  |  |  |  |  |  |  |
| |                                                                   |  |  |  |  |  |  |  |  |  |  |  |  |  |  |  |
| | 2. Cristián IX de Dinamarca                                       |  |  |  |  |  |  |  |  |  |  |  |  |  |  |  |
| |                                                                   |  |  |  |  |  |  |  |  |  |  |  |  |  |  |  |
| |                                                                   |  |  |  |  |  |  |  |  |  |  |  |  |  |  |  |
| | 20. Federico II de Hesse-Kassel                                   |  |  |  |  |  |  |  |  |  |  |  |  |  |  |  |
| |                                                                   |  |  |  |  |  |  |  |  |  |  |  |  |  |  |  |
| |                                                                   |  |  |  |  |  |  |  |  |  |  |  |  |  |  |  |
| | 10. Príncipe Carlos de Hesse-Kassel                               |  |  |  |  |  |  |  |  |  |  |  |  |  |  |  |
| |                                                                   |  |  |  |  |  |  |  |  |  |  |  |  |  |  |  |
| |                                                                   |  |  |  |  |  |  |  |  |  |  |  |  |  |  |  |
| | 21. María de Gran Bretaña                                         |  |  |  |  |  |  |  |  |  |  |  |  |  |  |  |
| |                                                                   |  |  |  |  |  |  |  |  |  |  |  |  |  |  |  |
| |                                                                   |  |  |  |  |  |  |  |  |  |  |  |  |  |  |  |
| | 5. Luisa Carolina de Hesse-Kassel                                 |  |  |  |  |  |  |  |  |  |  |  |  |  |  |  |
| |                                                                   |  |  |  |  |  |  |  |  |  |  |  |  |  |  |  |
| |                                                                   |  |  |  |  |  |  |  |  |  |  |  |  |  |  |  |
| | 22. Federico V de Dinamarca                                       |  |  |  |  |  |  |  |  |  |  |  |  |  |  |  |
| |                                                                   |  |  |  |  |  |  |  |  |  |  |  |  |  |  |  |
| |                                                                   |  |  |  |  |  |  |  |  |  |  |  |  |  |  |  |
| | 11. Luisa de Dinamarca                                            |  |  |  |  |  |  |  |  |  |  |  |  |  |  |  |
| |                                                                   |  |  |  |  |  |  |  |  |  |  |  |  |  |  |  |
| |                                                                   |  |  |  |  |  |  |  |  |  |  |  |  |  |  |  |
| | 23. Luisa de Gran Bretaña                                         |  |  |  |  |  |  |  |  |  |  |  |  |  |  |  |
| |                                                                   |  |  |  |  |  |  |  |  |  |  |  |  |  |  |  |
| |                                                                   |  |  |  |  |  |  |  |  |  |  |  |  |  |  |  |
| | 1. Jorge I de Grecia                                              |  |  |  |  |  |  |  |  |  |  |  |  |  |  |  |
| |                                                                   |  |  |  |  |  |  |  |  |  |  |  |  |  |  |  |
| |                                                                   |  |  |  |  |  |  |  |  |  |  |  |  |  |  |  |
| | 24. Federico II de Hesse-Kassel (= 20)                            |  |  |  |  |  |  |  |  |  |  |  |  |  |  |  |
| |                                                                   |  |  |  |  |  |  |  |  |  |  |  |  |  |  |  |
| |                                                                   |  |  |  |  |  |  |  |  |  |  |  |  |  |  |  |
| | 12. Federico de Hesse-Kassel                                      |  |  |  |  |  |  |  |  |  |  |  |  |  |  |  |
| |                                                                   |  |  |  |  |  |  |  |  |  |  |  |  |  |  |  |
| |                                                                   |  |  |  |  |  |  |  |  |  |  |  |  |  |  |  |
| | 25. María de Gran Bretaña (= 21)                                  |  |  |  |  |  |  |  |  |  |  |  |  |  |  |  |
| |                                                                   |  |  |  |  |  |  |  |  |  |  |  |  |  |  |  |
| |                                                                   |  |  |  |  |  |  |  |  |  |  |  |  |  |  |  |
| | 6. Guillermo de Hesse-Kassel                                      |  |  |  |  |  |  |  |  |  |  |  |  |  |  |  |
| |                                                                   |  |  |  |  |  |  |  |  |  |  |  |  |  |  |  |
| |                                                                   |  |  |  |  |  |  |  |  |  |  |  |  |  |  |  |
| | 26. Carlos Guillermo de Nassau-Usingen                            |  |  |  |  |  |  |  |  |  |  |  |  |  |  |  |
| |                                                                   |  |  |  |  |  |  |  |  |  |  |  |  |  |  |  |
| |                                                                   |  |  |  |  |  |  |  |  |  |  |  |  |  |  |  |
| | 13. Carolina de Nassau-Usingen                                    |  |  |  |  |  |  |  |  |  |  |  |  |  |  |  |
| |                                                                   |  |  |  |  |  |  |  |  |  |  |  |  |  |  |  |
| |                                                                   |  |  |  |  |  |  |  |  |  |  |  |  |  |  |  |
| | 27. Carolina Felicidad de Leiningen-Dagsburg                      |  |  |  |  |  |  |  |  |  |  |  |  |  |  |  |
| |                                                                   |  |  |  |  |  |  |  |  |  |  |  |  |  |  |  |
| |                                                                   |  |  |  |  |  |  |  |  |  |  |  |  |  |  |  |
| | 3. Luisa de Hesse-Kassel                                          |  |  |  |  |  |  |  |  |  |  |  |  |  |  |  |
| |                                                                   |  |  |  |  |  |  |  |  |  |  |  |  |  |  |  |
| |                                                                   |  |  |  |  |  |  |  |  |  |  |  |  |  |  |  |
| | 28. Federico V de Dinamarca (= 22)                                |  |  |  |  |  |  |  |  |  |  |  |  |  |  |  |
| |                                                                   |  |  |  |  |  |  |  |  |  |  |  |  |  |  |  |
| |                                                                   |  |  |  |  |  |  |  |  |  |  |  |  |  |  |  |
| | 14. Federico de Dinamarca y Noruega                               |  |  |  |  |  |  |  |  |  |  |  |  |  |  |  |
| |                                                                   |  |  |  |  |  |  |  |  |  |  |  |  |  |  |  |
| |                                                                   |  |  |  |  |  |  |  |  |  |  |  |  |  |  |  |
| | 29. Juliana María de Brunswick-Wolfenbüttel                       |  |  |  |  |  |  |  |  |  |  |  |  |  |  |  |
| |                                                                   |  |  |  |  |  |  |  |  |  |  |  |  |  |  |  |
| |                                                                   |  |  |  |  |  |  |  |  |  |  |  |  |  |  |  |
| | 7. Luisa Carlota de Dinamarca                                     |  |  |  |  |  |  |  |  |  |  |  |  |  |  |  |
| |                                                                   |  |  |  |  |  |  |  |  |  |  |  |  |  |  |  |
| |                                                                   |  |  |  |  |  |  |  |  |  |  |  |  |  |  |  |
| | 30. Luis de Mecklemburgo-Schwerin                                 |  |  |  |  |  |  |  |  |  |  |  |  |  |  |  |
| |                                                                   |  |  |  |  |  |  |  |  |  |  |  |  |  |  |  |
| |                                                                   |  |  |  |  |  |  |  |  |  |  |  |  |  |  |  |
| | 15. Sofía Federica de Mecklemburgo-Schwerin                       |  |  |  |  |  |  |  |  |  |  |  |  |  |  |  |
| |                                                                   |  |  |  |  |  |  |  |  |  |  |  |  |  |  |  |
| |                                                                   |  |  |  |  |  |  |  |  |  |  |  |  |  |  |  |
| | 31. Carlota Sofía de Sajonia-Coburgo-Saalfeld                     |  |  |  |  |  |  |  |  |  |  |  |  |  |  |  |
| |                                                                   |  |  |  |  |  |  |  |  |  |  |  |  |  |  |  |
| |                                                                   |  |  |  |  |  |  |  |  |  |  |  |  |  |  |  |